# Reforma jędrzejewiczowska
Reforma jędrzejewiczowska – reforma polskiego systemu szkolnictwa (podstawowego i ponadpodstawowego), opracowana przez ministra Janusza Jędrzejewicza, wdrażana od lipca 1932, której zasady obowiązywały do 1948 r.
Reformę szkolną opracował i wcielił w życie Janusz Jędrzejewicz, minister wyznań religijnych i oświecenia publicznego. Władze kraju, po uzyskaniu niepodległości w 1918 r., chciały opanować programowy i organizacyjny chaos w szkolnictwie, będący pozostałością po czasach zaborów (akty prawne z lat 1919–1931 nie zagwarantowały jednolitego szkolnictwa w całej Rzeczypospolitej). Przygotowana reforma została uchwalona przez Sejm 11 marca 1932 roku.
Ustawa szkolna ujednolicała szkoły średnie, umożliwiając również wstęp na uczelnie absolwentom liceów zawodowych. 

## I etap – szkoła powszechna
Reforma ustanowiła powszechny obowiązek szkolny na szczeblu szkoły powszechnej (podczas kolejnych zmian w czasach PRL nazwano ją szkołą podstawową). Szkoła powszechna była szkołą siedmioletnią. Ostatnia (VII) klasa była przeznaczona dla uczniów niekontynuujących dalszej nauki. Utworzono trzy typy szkoły powszechnej: pierwszego, drugiego i trzeciego stopnia — w uproszczeniu: 
- w szkole pierwszego stopnia przez 4 lata (po ukończeniu trzeciej klasy) był realizowany program IV klasy. Absolwent takiej szkoły mógł kontynuować naukę wyłącznie na specjalnych kursach zawodowych, a do szkół II etapu mógł wstąpić dopiero po uzupełnieniu wykształcenia;
- w szkole drugiego stopnia przez 2 lata (po ukończeniu trzeciej klasy) był realizowany program IV–VII klasy. Absolwent takiej szkoły mógł kontynuować naukę w gimnazjum lub szkole zawodowej;
- w szkole trzeciego stopnia przez 3 lata (po ukończeniu trzeciej klasy) był realizowany program IV–VII klasy. Absolwent takiej szkoły mógł kontynuować naukę w gimnazjum lub szkole zawodowej, a do gimnazjum mógł wstąpić do uzupełnieniu wykształcenia na specjalnych kursach.

## II etap – szkoła ogólnokształcąca
Następnym etapem po szkole powszechnej była sześcioklasowa szkoła ogólnokształcąca. Podzielono ją na dwa etapy: czteroletnie gimnazjum ogólnokształcące i dwuletnie liceum ogólnokształcące.

### Gimnazjum
Warunkiem przyjęcia do klasy pierwszej czteroletniego gimnazjum było ukończenie 12. roku życia oraz wykazanie się wykształceniem objętym programem sześciu klas szkoły powszechnej stopnia drugiego. W tym celu należało zdać egzamin wstępny. Ukończenie gimnazjum dawało tzw. małą maturę i umożliwiało dalsze kształcenie w dwuletnim liceum ogólnokształcącym, liceum zawodowym lub trzyletnim liceum pedagogicznym.

### Liceum
Liceum ogólnokształcące było z założenia elitarne. Można było w nim wybrać jedną ze specjalizacji: klasyczną (z łaciną i greką), humanistyczną (z samą łaciną), matematyczno-fizyczną i przyrodniczą (bez nauki języków starożytnych). Absolwenci przystępowali do egzaminu dojrzałości (tzw. duża matura). Otrzymanie świadectwa dojrzałości umożliwiało rozpoczęcie studiów w szkole wyższej. 
Elementami struktury ówczesnego szkolnictwa były też szkoły zawodowe (w tym licea zawodowe) i trzyletnie licea pedagogiczne.

## Cechy reformy
Jednym z elementów reformy było odrzucenie jakiegokolwiek zróżnicowania klas gimnazjalnych, a tym samym zdecydowanie, że cała młodzież gimnazjum musi uczyć się według jednego programu, obejmującego we wszystkich klasach obowiązkową naukę łaciny. Zróżnicowanie programowe zostało ograniczone do klas dwuletniego liceum ogólnokształcącego.
Słabym elementem reformy było wprowadzenie trzech stopni organizacyjnych na poziomie szkoły powszechnej. Np. siedmioletnia szkoła powszechna pierwszego stopnia, organizowana głównie na wsi, realizowała program tylko 4 klas i nie dawała uprawnień do podejmowania nauki w gimnazjum.
Elementem obowiązującym przed reformą było ośmioletnie gimnazjum, wdrażanie reformy musiało więc przebiegać etapowo. Rozpoczęło się ono w lipcu 1932 i polegało na nieprzeprowadzaniu naboru do klas pierwszych dawnego gimnazjum ośmioletniego. Pierwsza i druga klasa zostały zniesione, sześć klas dalszych (III–VIII) zostało stopniowo zastąpione nowym czteroletnim gimnazjum i dwuletnim liceum. Pierwsi absolwenci zreformowanego liceum otrzymali świadectwa dojrzałości na koniec roku szkolnego 1938/1939.
Przyjęta w 1932 jędrzejewiczowska struktura szkolnictwa została zniesiona przez władze Polski Ludowej w 1948.